# Hey Jude
Hey Jude ist ein von Paul McCartney komponiertes Lied der Band The Beatles, das am 26. August 1968 als Single veröffentlicht wurde. Der Song wurde, wie zu Beatles-Zeiten üblich, dem Komponistenduo Lennon/McCartney zugeschrieben, obwohl er fast ausschließlich von Paul McCartney komponiert wurde. Hey Jude gilt mit etwa acht Millionen verkauften Exemplaren als erfolgreichste Single der Band. Im Jahr 1970 wurde das Lied auch auf dem gleichnamigen Kompilationsalbum Hey Jude veröffentlicht.
Das Lied rangiert in der Liste der 500 besten Songs aller Zeiten des Rolling Stone Magazin auf Platz acht und ist damit das höchstplatzierte Stück der Band in diesem Ranking.

## Hintergrund
Hey Jude wurde im Juni 1968 geschrieben, als McCartney in seinem Aston Martin nach Weybridge fuhr, um Cynthia Lennon und ihren Sohn Julian Lennon zu besuchen. Auf der Fahrt begann er, über ihre sich verändernden Leben nachzudenken und über die vergangenen Zeiten, in denen er mit John Lennon im Kenwood-Haus auf dem St George’s Hill in Weybridge geschrieben hatte. John Lennon hatte sich kurz zuvor von seiner ersten Frau Cynthia getrennt, und der damals fünfjährige Julian sah seinen Vater nur noch selten. McCartney schrieb deshalb den Song für Julian, um ihm Mut zu machen. Entsprechend lautete die Titelzeile anfangs, Julians Spitznamen entsprechend, “Hey Jules, don’t make it bad. Take a sad song and make it better”. Erst später änderte McCartney, um diese Offensichtlichkeit zu umgehen, den Text, möglicherweise inspiriert von dem Namen Jud in Pore Jud is Daid – Curly und Jud Fryin im Musical Oklahoma!, in “Hey Jude…”

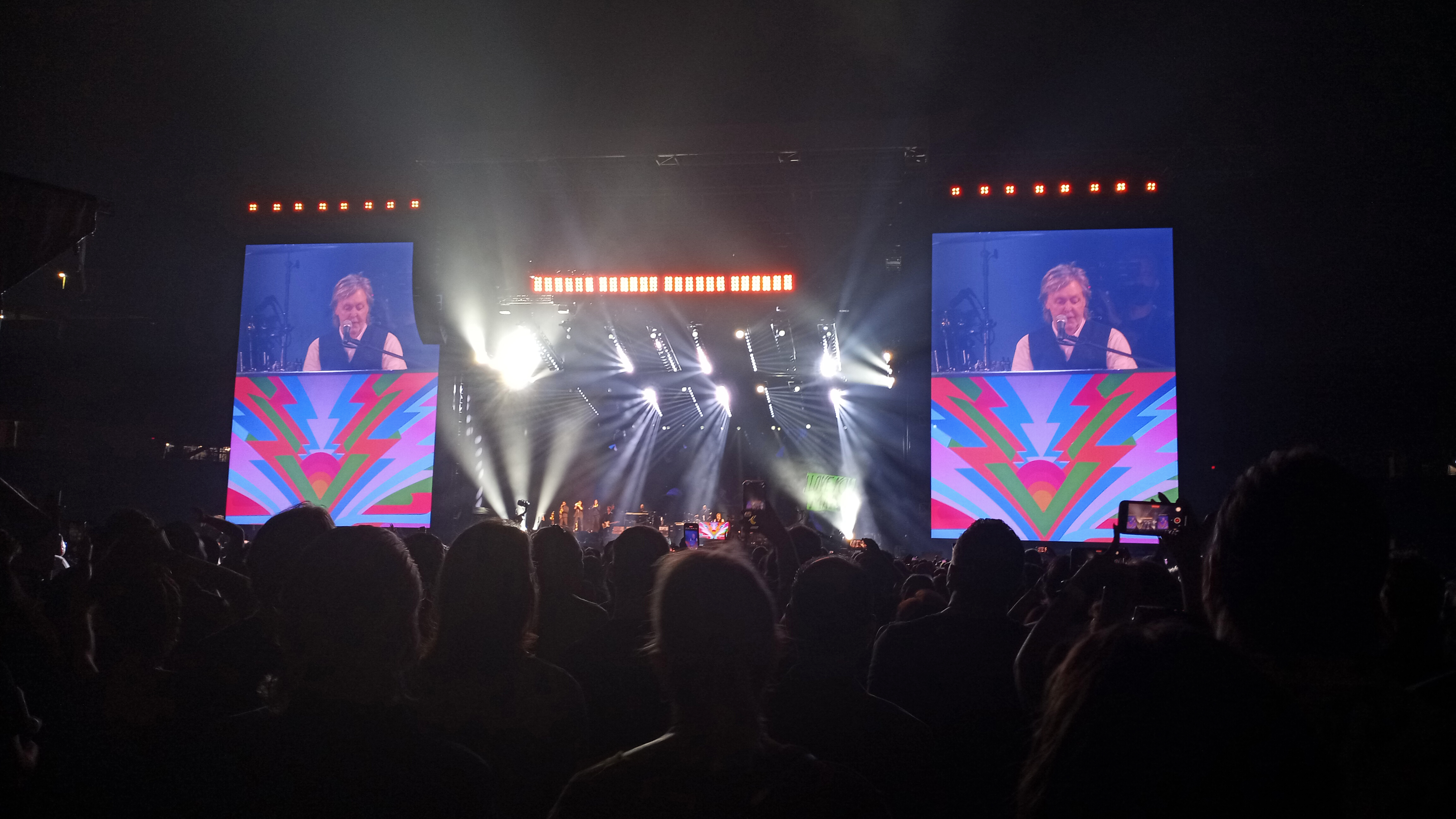
Paul McCartney, Hey Jude an seinem „Magic Piano“ spielend, 2022

McCartney nahm eine Klavier-Demo von Hey Jude auf, als er in sein Haus in der Cavendish Avenue, London, zurückkehrte. Am 26. Juli 1968 spielte er in seinem Musikzimmer Lennon und Yoko Ono das Lied auf seinem „Magic Piano“ zum ersten Mal vor. Die Textzeile „The movement you need is on your shoulder“ war von McCartney ursprünglich nur als vorläufige Textfüllung gedacht. Erst auf Ermutigung John Lennons hin blieb die Zeile auch in der veröffentlichten Version erhalten.
John Lennon sagte 1980 dazu: „Hey Jude ist ein verdammt guter Text, und ich habe keinen Beitrag dazu geleistet. Er sagte, es sei über Julian, mein Kind, geschrieben worden. Er wusste, dass ich mich von Cyn trennte und Julian verließ. Er fuhr hinüber, um Julian Hallo zu sagen. Er war wie ein Onkel für ihn gewesen. Und, naja, Paul konnte immer gut mit Kindern. Und so kam er auf ‚Hey Jude‘. Aber ich habe es immer als Lied für mich gehört. Wenn man darüber nachdenkt […] Yoko ist einfach ins Bild gekommen. Er sagt: ‚Hey, Jude – hey, John.‘ Ich weiß, dass ich wie einer dieser Fans klinge, die Dinge hineinlesen, aber man kann es als Song für mich hören.“
Paul McCartney und Julian Lennon redeten erst 1987 gemeinsam über das Lied. Julian Lennon sagte 2002 rückblickend über das damalige Verhältnis zu McCartney: „Wir hatten eine großartige Freundschaft und es scheint viel mehr Bilder von mir und Paul zu geben, die in diesem Alter zusammen spielen, als es Bilder von mir und Papa [John Lennon] gibt.“ 2022 veröffentlichte Julian Lennon in Anspielung auf den Song ein Album unter dem Titel Jude.

## Harmonik
Das Lied verwendet in der Strophe die Akkorde der Durkadenz in der Tonart F. In der Bridge kommt die Subdominantparallele hinzu. Außerdem ist der häufig nicht auf dem Grundton des jeweiligen Dreiklangs liegende Ton des Bassinstruments ein Merkmal des Stücks.
In der rund vierminütigen Coda zum Schluss des Liedes wird zusätzlich die nicht leitereigene erniedrigte siebte Stufe in Dur verwendet.

## Aufnahme

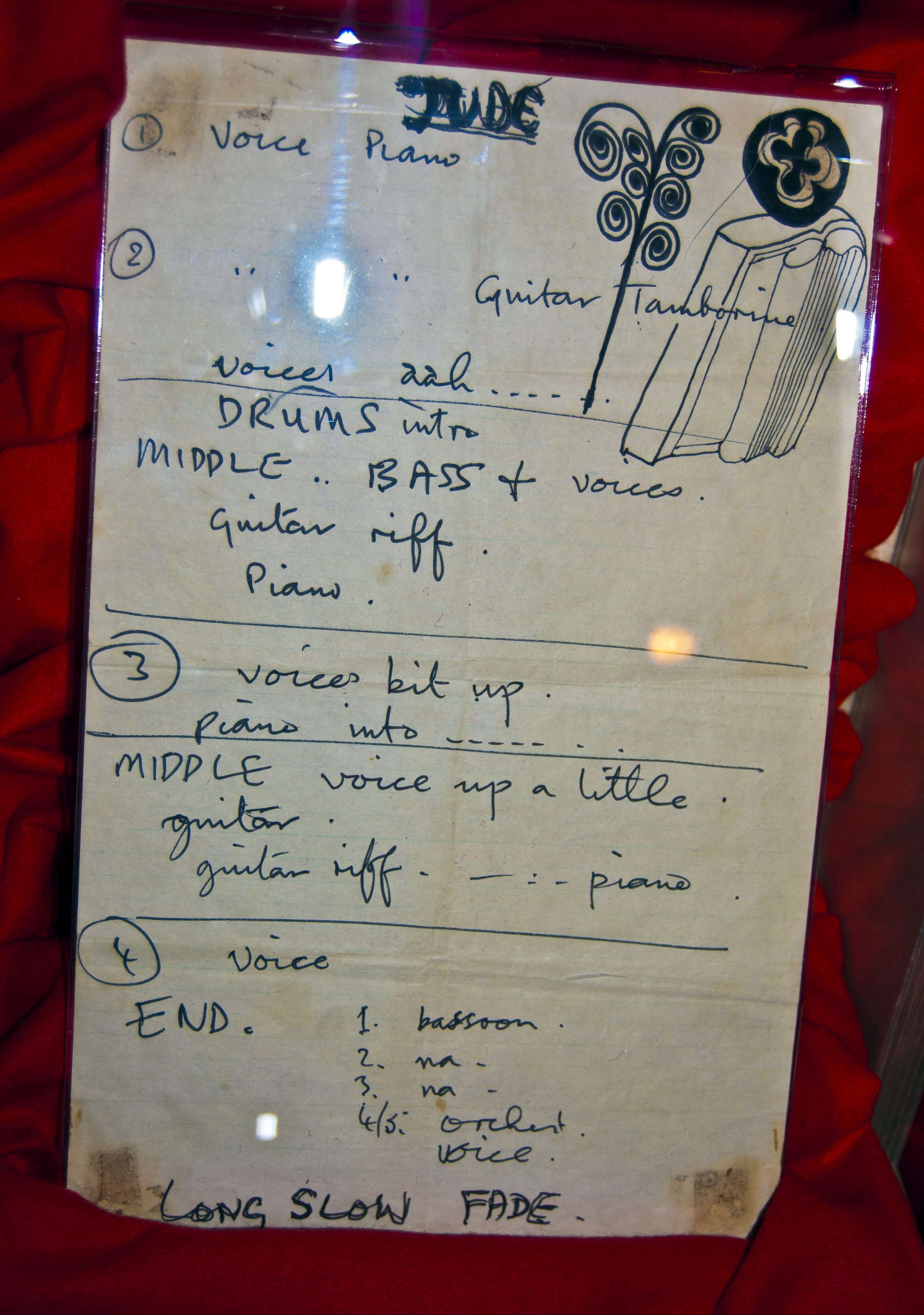
Handgeschriebene Liedstruktur von Hey Jude

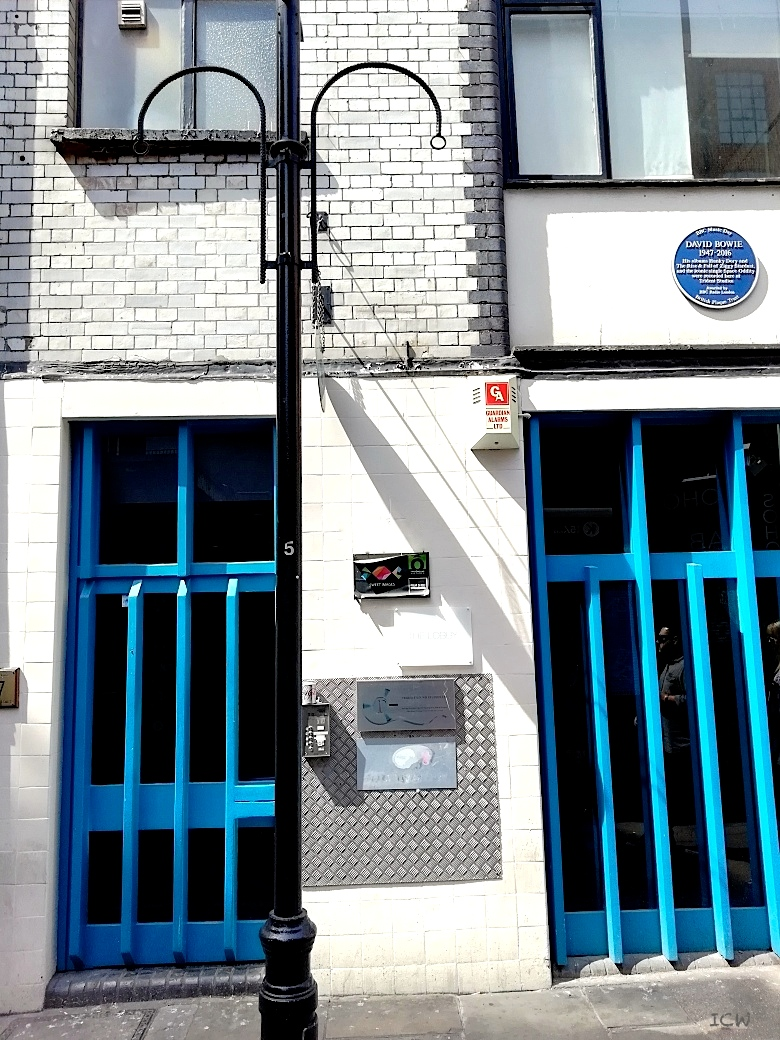
Das ehemalige Trident Studios Gebäude am St. Anne’s Court, Soho (London), in dem Hey Jude aufgenommen wurde, 2018

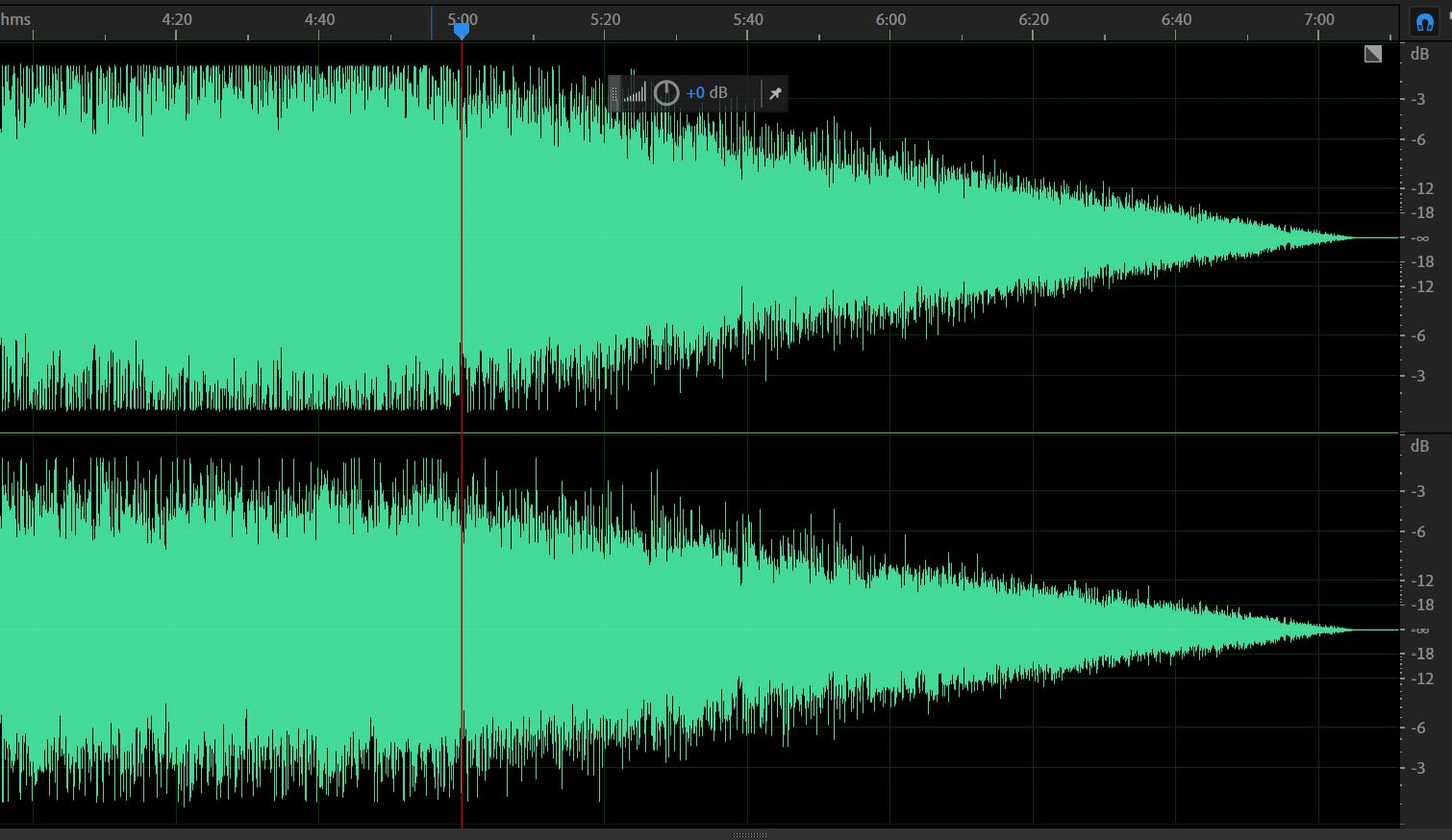
Das Fadeout un Hey Jude nimmt annähernd zwei Minuten des Liedes ein.

Hey Jude wurde am 29. und 30. Juli 1968 im Abbey Road Studio 2 aufgenommen. Produzent war George Martin und Ken Scott der Toningenieur. Insgesamt wurden 23 Takes eingespielt und eine vorläufige Abmischung wurde hergestellt.
Am 31. Juli und 1. August wechselten die Beatles in die Londoner Trident Studios, da es dort im Gegensatz zu den Abbey Road Studios ein Achtspur-Aufnahmegerät gab. Hey Jude wurde erneut eingespielt, es wurden vier Takes aufgenommen, von denen der erste für weitere Overdubs verwendet wurde. In den Trident Studios war Barry Sheffield der Toningenieur.
Zur üblichen Bandbesetzung (Paul McCartney: Gesang, Klavier, Bass; John Lennon: akustische Gitarre, Chorgesang; George Harrison: Sologitarre, Chorgesang; Ringo Starr: Schlagzeug, Tamburin, Chorgesang) kam ein 36-köpfiges Orchester mit zehn Geigen, zwei Bratschen, drei Celli, zwei Kontrabässen, zwei Flöten, zwei Klarinetten, Bassklarinette, Fagott, Kontrafagott, vier Trompeten, zwei Hörnern und vier Posaunen. Die gleichen Musiker bildeten auch den Chor, der zum minutenlangen Schlussteil des Liedes die Zeile “Na na na na-na-na-naa, na-na-na-naa, Hey Jude” wiederholt. McCartney erinnerte sich an einen kuriosen Zwischenfall bei der Aufnahme des Stücks. Er hatte bereits mit einem Take begonnen und nicht bemerkt, dass Ringo Starr das Studio kurz für eine Toilettenpause verlassen hatte. Starr kehrte genau rechtzeitig für seinen Einsatz zurück. McCartney meinte: „Sein Timing hätte nicht perfekter sein können!“
Die Abmischungen des Liedes erfolgten am 8. August 1968 in Mono. Die endgültige Stereoabmischung erfolgte erst am 5. Dezember 1969 durch George Martin und Geoff Emerick, hierbei wurde das Schlagzeug dominanter gemischt und das Outro um fünf Sekunden gekürzt. Die erste Stereoabmischung vom 2. August 1968 wurde nie verwendet. Das Fluchen McCartneys, während er sich am Klavier verspielt, wurde auf der Aufnahme belassen.

## Musikvideo
Am 4. September 1968 machten die Beatles in den Londoner Twickenham Studios mindestens zwei Musikvideos zur Promotion des Liedes unter der Regie von Michael Lindsay-Hogg. Die Aufnahme zeigt zunächst Paul McCartney am Klavier sowie die übrigen Beatles, die ihn an ihren Instrumenten begleiten, dabei aber nicht wirklich spielen. Paul McCartneys Gesang und die Backing Vocals hingegen sind auch aus musikrechtlichen Gründen „live“. Beim bekannten Schlussrefrain werden sie von einer Gruppe mehrerer hundert zufällig zusammengestellter Fans begleitet.
Der Clip wurde erstmals am 8. September 1968 in der Sendung Frost On Sunday gezeigt. David Frost war bei der Aufnahme in Twickenham zugegen. Bevor die Beatles Hey Jude aufführten, spielten sie ein von George Martin komponiertes Instrumentallied mit dem Titel By George! It’s The David Frost Theme, anschließend kündigte er die Beatles wie folgt an: „Großartig! Eine perfekte Wiedergabe! Meine Damen und Herren, dort sehen Sie das größte Teestubenorchester der Welt. Es ist mir eine Freude, jetzt, in ihrem ersten Liveauftritt für Gott weiß wie lange vor einem Livepublikum, die Beatles vorzustellen!“

## Veröffentlichungen
- Am 26. August 1968 wurde die Single Hey Jude / Revolution in Deutschland und den USA veröffentlicht; in Großbritannien erschien sie am 30. August.
- Im Februar 1970 wurde Hey Jude erstmals auf einem US-amerikanischen Beatles-Album, Hey Jude, veröffentlicht. Für diese Veröffentlichung wurde eine neue Stereoabmischung hergestellt.
- In den darauffolgenden Jahren wurde Hey Jude für folgende Kompilationsalben der Beatles verwendet: 1967–1970 (1973), 20 Greatest Hits (1982), Past Masters (1988) und 1 (2000). Die US-Version von 20 Greatest Hits beinhaltet eine auf 5:05 min gekürzte Version von Hey Jude.
- Am 25. Oktober 1996 erschien das Album Anthology 3, das ebenfalls Hey Jude (Take 2) enthält.
- Am 6. November 2015 wurde das Album 1 zum zweiten Mal wiederveröffentlicht. Dabei sind bei einigen Liedern, die von Giles Martin und Sam Okell neu abgemischt wurden, deutlich hörbare Unterschiede zu vernehmen; so wurde das Schlagzeug mittig gesetzt.[9][10]
- Am 9. November 2018 erschien die 50-jährige-Jubiläumsausgabe des Albums The Beatles (Super Deluxe Box); auf dieser befindet sich eine bisher unveröffentlichte Version (Take 1) von Hey Jude.
- Am 10. November 2023 wurde das Kompilationsalbum 1967–1970 erneut wiederveröffentlicht. Auf diesem befindet sich Hey Jude in der von Giles Martin und Sam Okell 2015 neu abgemischten Version.
- Auf den Livealben von Paul McCartney Tripping the Live Fantastic (1990), Back in the U.S. (2002), Back in the World (2003), Good Evening New York City (2009) und Amoeba Gig (2019) befinden sich jeweils Liveversionen von Hey Jude.

## Kommerzieller Erfolg

### Chartplatzierungen
Hey Jude erreichte in Großbritannien 1976 nach einer Wiederöffentlichung des gesamten Singlekataloges erneut Platz 12. 1988 kam es zu einer erneuten Veröffentlichung. Dabei stieg die Single bis auf Platz 52.
| ChartsChartplatzierungen       | Höchstplatzierung | Wochen/ Monate |
| ------------------------------ | ----------------- | -------------- |
| Deutschland (GfK)              | 1 (6 Mt.)         | 6 Mt.          |
| Österreich (Ö3)                | 1 (5 Mt.)         | 5 Mt.          |
| Schweiz (IFPI)                 | 1 (17 Wo.)        | 17 Wo.         |
| Vereinigte Staaten (Billboard) | 1 (19 Wo.)        | 19 Wo.         |
| Vereinigtes Königreich (OCC)   | 1 (29 Wo.)        | 29 Wo.         |

| ChartsJahrescharts (1968)      | Platzierung |
| ------------------------------ | ----------- |
| Deutschland (GfK)              | 25          |
| Österreich (Ö3)                | 6           |
| Schweiz (IFPI)                 | 8           |
| Vereinigte Staaten (Billboard) | 1           |

### Auszeichnungen für Musikverkäufe
Hey Jude verkaufte sich laut Quellen weltweit über acht Millionen Mal.
| Land/Region                  | Auszeichnungen für Musikverkäufe (Land/Region, Auszeichnung, Verkäufe) | Verkäufe  |
| ---------------------------- | ---------------------------------------------------------------------- | --------- |
| Dänemark (IFPI)              | Gold                                                                   | 45.000    |
| Italien (FIMI)               | Platin                                                                 | 100.000   |
| Kanada (MC)                  | —                                                                      | 300.000   |
| Neuseeland (RMNZ)            | 2× Platin                                                              | 60.000    |
| Spanien (Promusicae)         | Platin                                                                 | 60.000    |
| Vereinigte Staaten (RIAA)    | 4× Platin                                                              | 4.000.000 |
| Vereinigtes Königreich (BPI) | Platin                                                                 | 1.100.000 |
| Insgesamt                    | 1× Gold · 9× Platin ·                                                  | 5.665.000 |

Hauptartikel: The Beatles/Auszeichnungen für Musikverkäufe

## Coverversionen
Es wurden über 500 Coverversionen von Hey Jude veröffentlicht.
Elvis Presley nahm am 21. Januar 1969 eine Coverversion in den American Sound Studios in Memphis auf. Diese wurde allerdings erst 1972 auf dem Album Elvis Now veröffentlicht. Weitere Coverversionen gibt es unter anderem von dem Soulsänger Wilson Pickett aus dem Jahr 1968 sowie von Ella Fitzgerald auf dem Album Ella Fitzgerald’s Sunshine of Your Love aus dem Jahr 1969. Von Don Ellis gibt es eine verfremdete Fassung dieses Stücks, die 1970 auf seinem Livealbum Don Ellis at Fillmore erschien. Jasmin Tabatabai singt das Lied auf ihrem dritten Album Jagd auf Rehe (2020). Deutsche Coverversionen sangen unter anderem Peggy March (1972), Jürgen Marcus (1976) und Juliane Werding (1977).

## Sonstiges
- Hey Jude galt zum Zeitpunkt seiner Veröffentlichung mit seinen über sieben Minuten als bislang längste Single.
- Obwohl John Lennon das Stück für eines der besten Lieder aus McCartneys Feder hielt, bestand er stattdessen auf der Veröffentlichung seiner eigenen Komposition Revolution als Vorab-Single für das zum Ende des Jahres erscheinende Album The Beatles. Letztlich setzte sich allerdings Hey Jude wegen seiner höheren Kommerzialität durch, und Revolution kam auf die B-Seite der Single. Auf dem Album ist Hey Jude nicht enthalten.
- Die Single Hey Jude / Revolution ist die erste Veröffentlichung des Beatles-eigenen Labels Apple[6] und wurde auch in einer limitierten Pressemappe mit dem Titel Our First Four in Großbritannien herausgegeben. Die vier ersten Apple-Singles waren:
  - Hey Jude / Revolution von den Beatles – Apple 1
  - Those Were the Days / Turn, Turn, Turn von Mary Hopkin – Apple 2
  - Sour Milk Sea / The Eagle Laughs at You von Jackie Lomax – Apple 3
  - Thingumybob / Yellow Submarine von Black Dyke Mills Band – Apple 4
- In Australien belegte die Single für 13 Wochen Platz 1 in den Singlecharts und somit länger als jede andere Single bis dahin. Mit Fernando von ABBA (14 Wochen) und Shape of You von Ed Sheeran (15 Wochen) gelang es bis heute lediglich zwei Singles, noch länger an der australischen Chartspitze zu bleiben.
- Das Musikmagazin Rolling Stone wählte das Lied im Jahr 2004 auf Platz 8 der 500 besten Songs aller Zeiten.
- Das Lied bildete den am 28. Juli 2012 von Paul McCartney vorgetragenen Abschluss der Eröffnungsfeier für die Olympischen Sommerspiele in London.
- Zu den Klängen des Lieds nahm Paul McCartney am 26. Mai 2008 den Ehrendoktortitel der Yale University entgegen.[6]
- Eine Parodie des Liedes ist in einer Folge der Sesamstraße unter dem Titel Hey Food zu hören.[26]
- Das Lied fand auch Eingang in die Neue Musik. In seinem 1969 entstandenen Requiem für einen jungen Dichter verwendet Bernd Alois Zimmermann in Collagetechnik Ausschnitte aus Hey Jude, die über Band eingespielt werden.[27]
- Am 30. April 2009 fand am Trafalgar Square in London ein Sing-along-Flashmob im Rahmen eines Werbespots statt. Die versammelten Londoner und Touristen haben mit der Sängerin Pink den Song Hey Jude gesungen.[28]
- Im Jahr 2014 diente Hey Jude als Hintergrundmusik in einem polnischen EU-Werbespot.